# Buru, Cluj
Buru (în maghiară Borrév) este un sat în comuna Iara din județul Cluj, Transilvania, România.

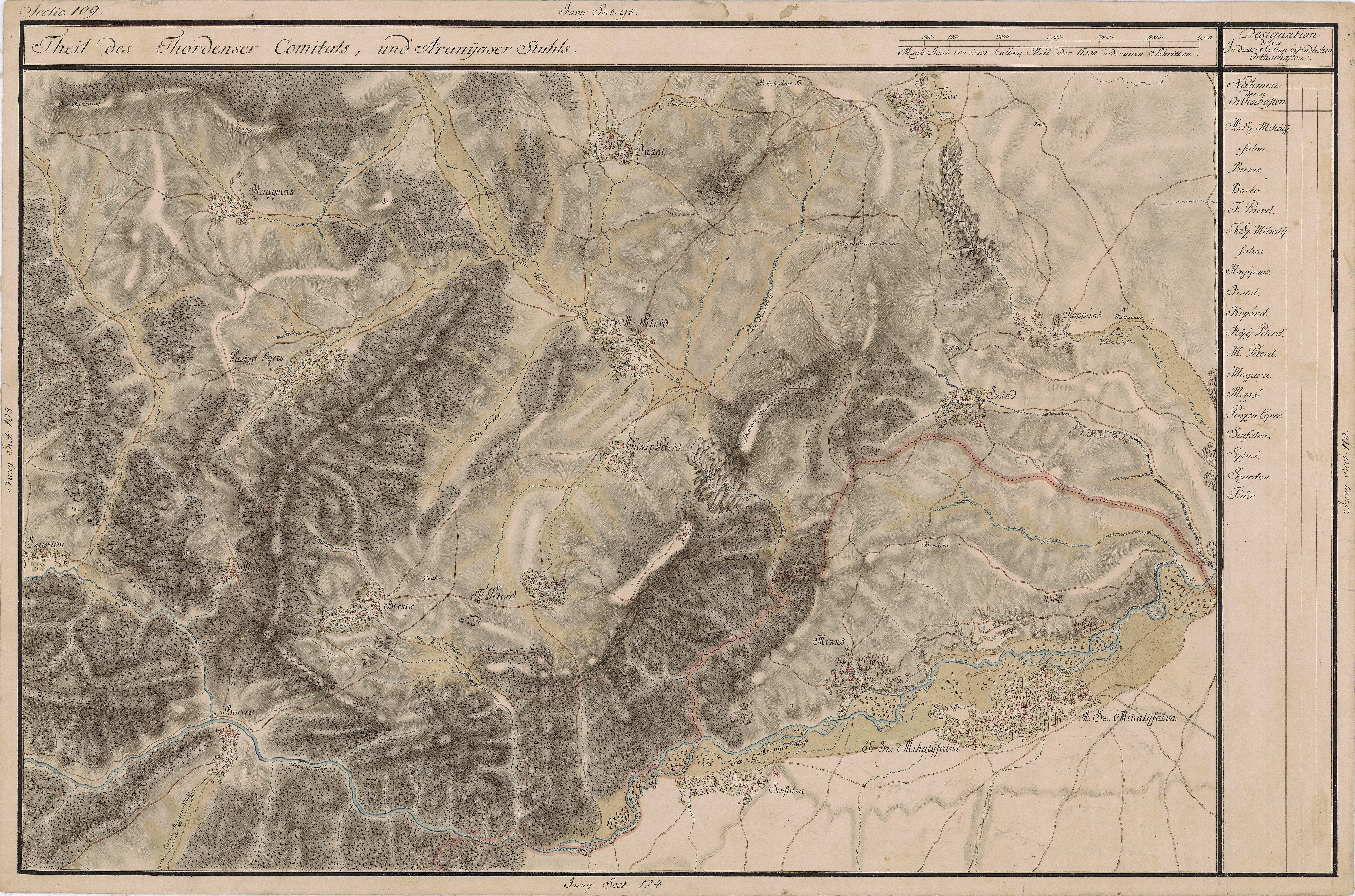
Buru (Borrev) pe Harta Iosefină a Transilvaniei, 1769-1773 (Sectio 109)

## Istoric
Pe Harta Iosefină a Transilvaniei din 1769-1773 (Sectio 109) localitatea apare sub numele de „Borrev”. 
La sudul localității, pe această hartă sunt prezentate mai multe șteampuri de prelucrare a minereurilor de fier (“Eisen-Hammer-Mühlen”), înșirate de-a lungul văii Rimetea care se varsă la Buru în Arieș.
La est de sat pe harta iosefină este marcat prin semnul π locul public de pedepsire a delicvenților în perioada medievală.

## Căi de acces și transporturi
- Satul Buru este așezat la întretăierea unor importante drumuri care traversează Munții Apuseni: spre nord Valea Ierii - Cluj-Napoca, spre est Turda, spre sud Aiud, spre vest Baia de Arieș - Câmpeni - Abrud.
- Stație de cale ferată a Mocăniței (în prezent inactivă).

## Cultură
Numai în acest sat se practică din vremuri trecute „Băbăluda de la Buru“, o veche tradiție populară.

## Lăcașuri de cult
- Biserica de lemn din Buru

## Turism
- Pe versantul drept al Arieșului, în amonte, turiștii folosesc și astăzi vechiul Drum al Romanilor.
- Pe șoseaua Turda-Abrud, între Moldovenești și Buru, exista pe vremuri un loc de mare atracție turistică, o îngustare a drumului, numită de localnici Colții Fetei (l.magh. Leanykö), flancat de două stânci înalte și impunătoare. Mașinile și camioanele se opreau și claxonau, înainte de a trece prin clisura îngustă dintre stânci. Era periculos, mai ales că locul se afla în curbă. Din cauza accidentelor frecvente rutiere petrecute aici, stânca dinspre Arieș a fost aruncată în aer în anii 60 ai secolului al XX-lea, iar șoseaua lărgită. Coordonatele „Colților Fetei”: 46.503890, 23.635058.
- Nu departe de Buru, în aval (înainte de Moldovenești), se află (pe partea stângă a Arieșului) Valea Borzești și Cheile Borzești, precum si Cabana Buru din „Pădurea Orașului”.

## Personalități
- Emanuel Diaconescu (n. 1944), inginer, membru corespondent al Academiei Române.
- Vasile Tolan (n.1953), artist plastic

## Galerie de imagini

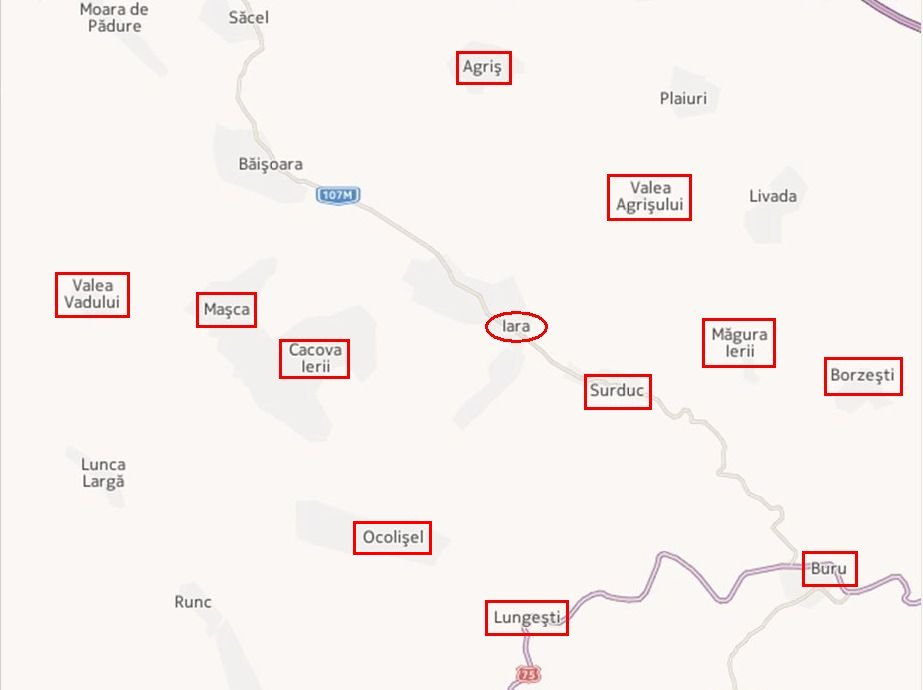
Comuna Iara și satele componente
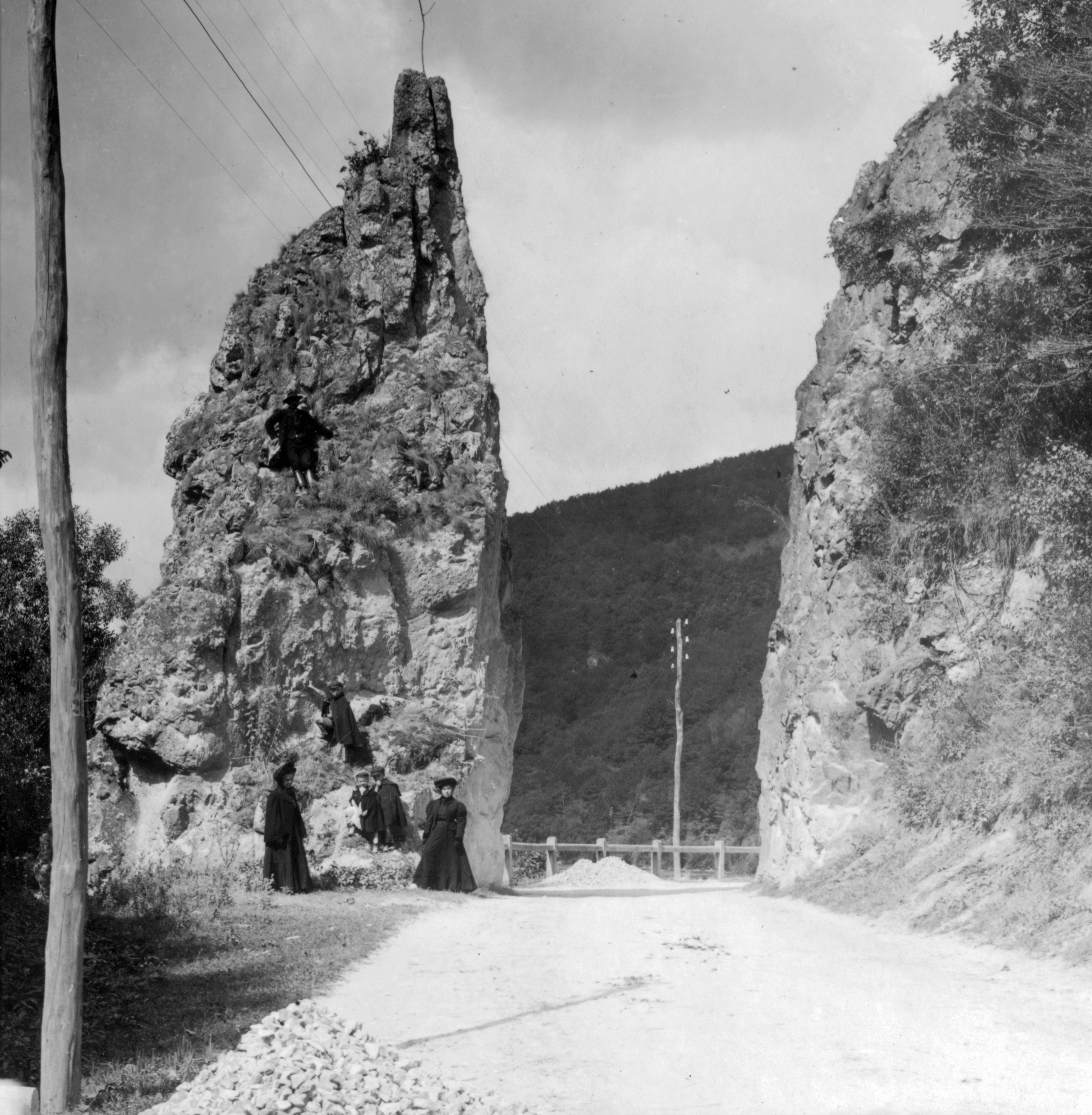
”Colţii Fetei” între Buru-Moldoveneşti (1907)
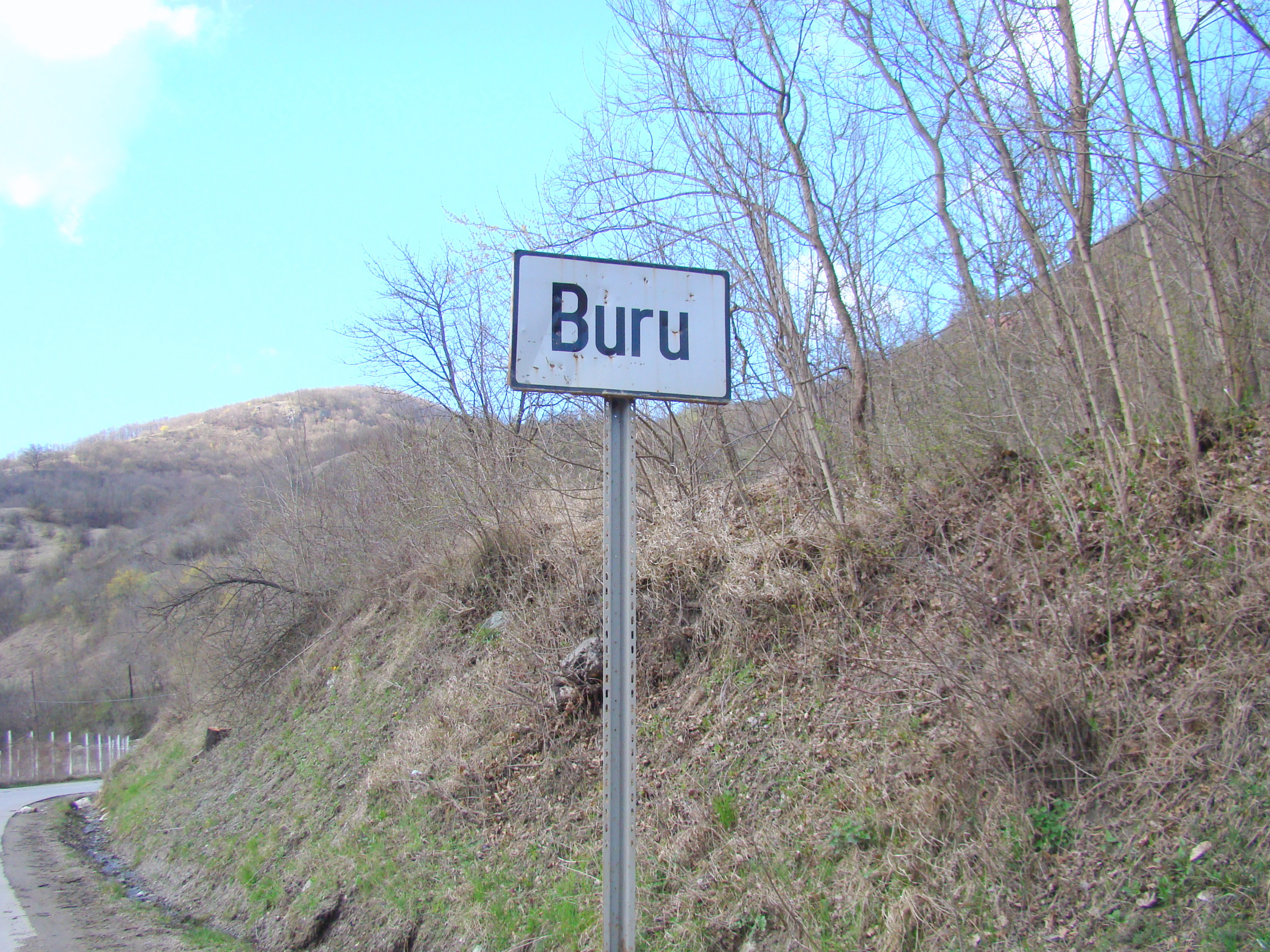
Intrarea în localitate
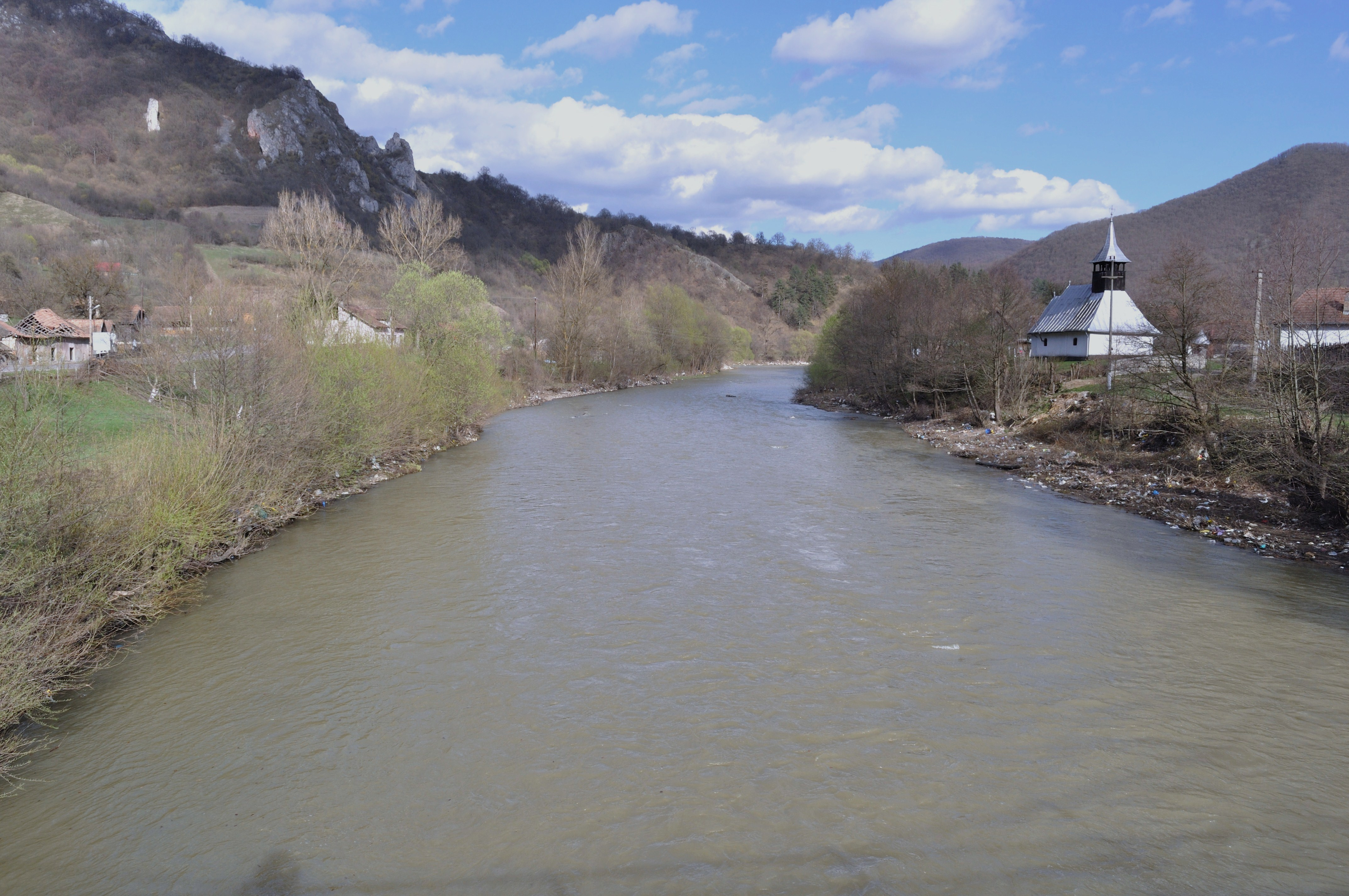
Râul Arieș
Imagine din sat
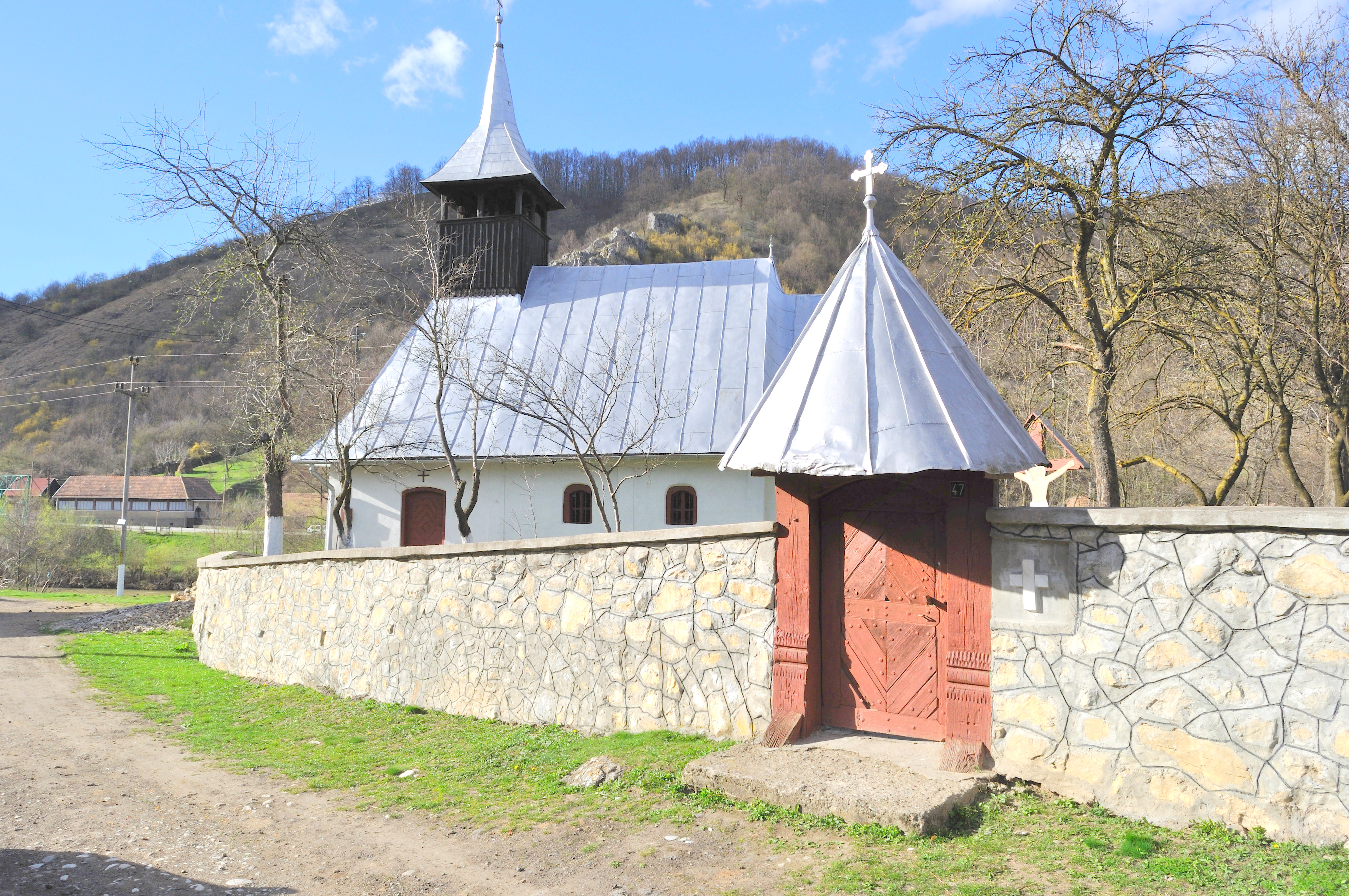
Biserica de lemn din Buru
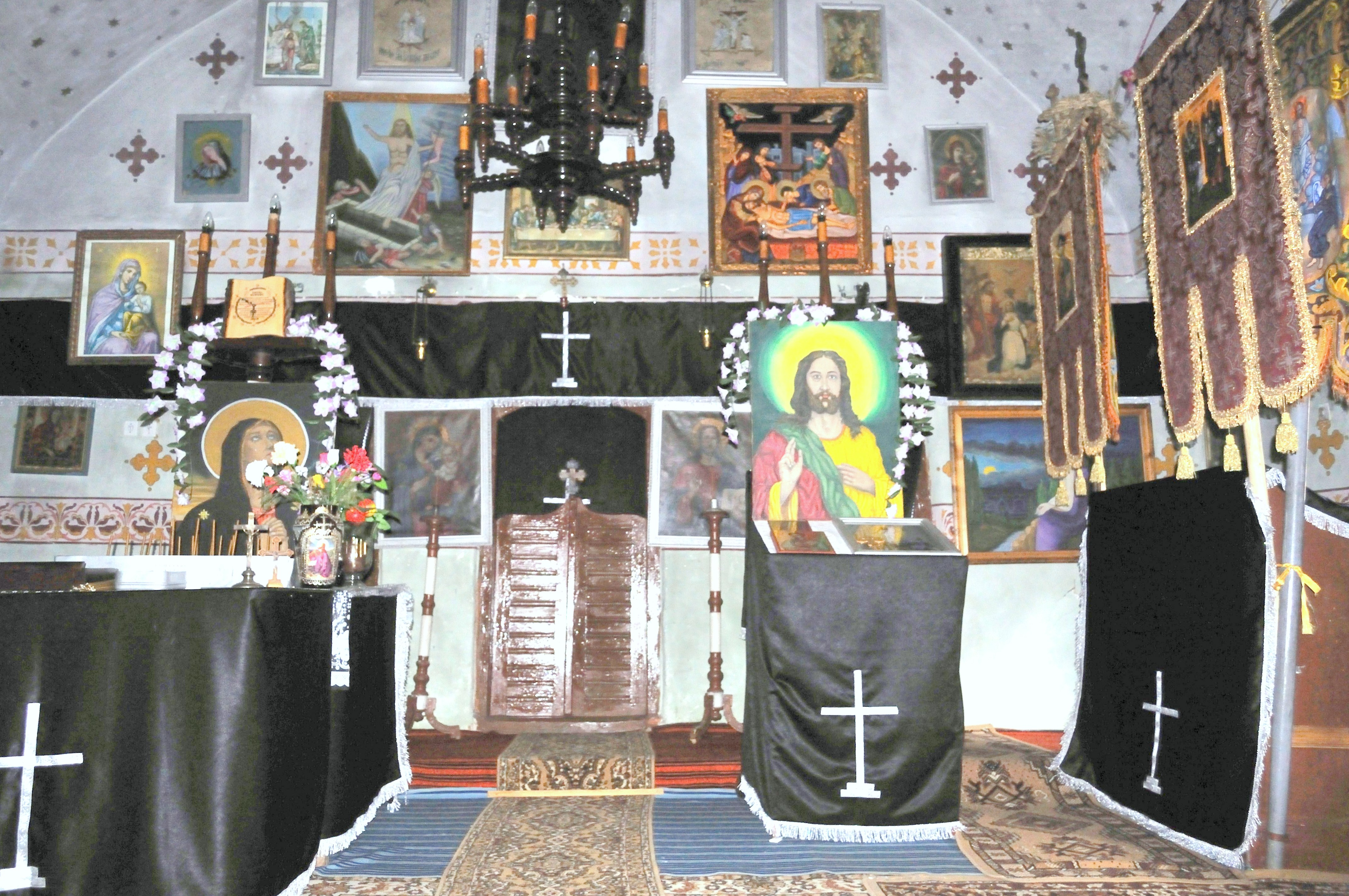
Biserica de lemn din Buru